# Giorno dell'Indipendenza (Cipro)
Il Giorno dell'Indipendenza di Cipro (in greco Ημέρα της Ανεξαρτησίας) è una giornata di festività nazionale dell'isola di Cipro.
Tale ricorrenza cade il 1º ottobre e celebra l'indipendenza dal Regno Unito, avvenuta nel 1960.
L'atto di indipendenza cipriota fu un momento tenuto in grande considerazione dagli isolani ciprioti: ebbe un ruolo preminente nell'indipendenza l'arcivescovo cipriota Makarios III.
Cipro divenne indipendente dagli inglesi dopo una guerra di quattro anni.
La ricorrenza nazionale è celebrata da feste presso le scuole e da una grande parata militare nella capitale, Nicosia.